# 王海濱
王 海濱（おう かいひん、ワン・ハイビン、王海滨、拼音: Wáng Hǎibīn、1973年12月15日 - ）は、江蘇省南京市出身の中華人民共和国の元フェンシング選手、中国フェンシング協会主席。男子フルーレ中国代表のヘッドコーチを経て、2019年からイェール大学フェンシング・チームのヘッドコーチとなっている。
1992年から2004年にかけて、合わせて4回の夏季オリンピックに出場した。1996年、2000年、2004年には、葉冲、董兆致らとともに男子フルーレ団体に出場し、2000年と2004年にはいずれも銀メダルを獲得した。
2005年に現役を引退した後、王海濱は男子フルーレ中国代表のヘッドコーチとなり、雷声、朱俊、呉漢雄らの指導にあたった。